# Saint-Clément-de-Régnat
 Saint-Clément-de-Régnat  es una población y comuna francesa, situada en la región de Auvernia, departamento de Puy-de-Dôme, en el distrito de Riom y cantón de Randan.

## Demografía
| 439 | 400 | 375 | 370 | 397 | 430 |
| Para los censos de 1962 a 1999 la población legal corresponde a la población sin duplicidades (Fuente: INSEE [Consultar]) |     |     |     |     |     |